# موكيش جاغتياني
موكيش «ميكي» جاغتياني (15 أغسطس 1952) هو رجل أعمال هندي مستوطن دولة الإمارات العربية المتحدة، مالك مجموعة لاندمارك المنتشرة في الوطن العربي وموقعها الرسمي في دبي.

## النشأة والمشوار المهني
تلقى تعليمه في تشيناي في محافظة مومباي وفي بيروت، لكن بعد موت والده ترك دراسته الجامعية وعمل سائقاً لسيارة أجرة في لندن، وجمع من خلال عمله مبلغ 6000 دولار ثم انتقل للبحرين وأنشأ أول محل له اختص ببيع حاجيات الأطفال في عام 1973.
كان أحد أكبر أصحاب إمبراطوريات التجزئة في دول الخليج العربي، حيث تدير إمبراطوريته المسماة «لاند مارك» 900 محل منتشرة في 16 دولة، وبلغ مجموع حجم عملياتها نحو 3.2 مليارات دولار، في حين تستخدم المجموعة 31 ألف موظف، وقد وصلت شبكة متاجرها إلى 1200 متجر بحلول عام 2015.
واجه جاغتياني العديد من المصاعب قبل أن ينجح في إدارة محله الصغير، الذي استطاع من خلاله أن يوسع نشاطه، وينتقل إلى تأسيس علامات تجارية أخرى، والتي تنوعت بين الأزياء والإلكترونيات والأثاث وحتى الفنادق والعيادات الصحيه ويصبح لاحقاً من ضمن أثرياء العالم.

### لاند مارك
انطلقت لاند مارك لتصبح مجموعة عالمية تحتل مساحة 11 مليون قدم مربع في عالم التجزئة في دول الخليج العربي والأردن ومصر والهند. وتقدم المجموعة مفاهيم متعددة تناسب قاعدة واسعة من العملاء من مختلف الجنسيات والثقافات وتلبي كافة احتياجاتهم، وتوفر تشكيلة واسعة من المنتجات التي تتماشى مع العائلات والتي تندرج تحت عدد من العلامات التجارية المعروفة عالميا ومنها: «هوم سنتر»، و«سنتربوينت»، ومحل الأطفال، و«شومارت»، و«سبلاش»، و«لايف ستايل»، و«بيوتي باي»، و«كيو هوم ديكور»، و«ماكس»، و«شو إكسبرس»، و«إي ماكس».

## العمل الخيري
في عام 2000 أنشأ مؤسسة لاندمارك الدولية للتنمية لدعم الأطفال المحرومين في الهند، من خلال البرامج المدرسية وتطوير الرعاية الصحية، وبناء المنازل للأطفال المعوزين، والمدارس المهنية وغير الرسمية، والعيادات الجوارية والمخيمات الطبية لسكان الأحياء الفقيرة ودور الشيخوخة.
خصص جاغتياني مبلغاً سنوياً لدفع تكاليف تعليم 50000 طالب محتاج.

## الحياة الشخصية
متزوج من «رينوكا» التي تشرف على شركة «سبلاش» أكبر سلسلة متاجر الأزياء في الشرق الأوسط، وله ابنتان وابن واحد.

## الوفاة
توفي موكيش جاغتياني في 26 مايو 2023 عن عمر ناهز السبعين.